# 2023년 9월 죽음
다음은 2023년 9월에 사망한 저명한 인물 목록이다.
- 9월 1일
  - 일본의 정치인 나카무라 쇼자부로
  - 미국의 정치인 빌 리처드슨
  - 미국의 싱어송라이터 지미 버핏
- 9월 4일
  - 미국의 약리학자 페리드 머래드
  - 크로아티아의 군인 안톤 투스
- 9월 6일
  - 대한민국의 정치인 김노식
  - 대한민국의 정치인 정시채
- 9월 7일
  - 대한민국의 화가 김형근
  - 영국의 영화배우 존 케어니
- 9월 10일
  - 영국의 과학자 이언 윌머트
  - 대한민국의 바둑기사 홍태선
- 9월 11일
  - 대한민국의 군인 이상훈
  - 대한민국의 국문학자 홍일식

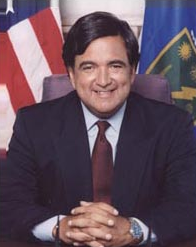
빌 리처드슨

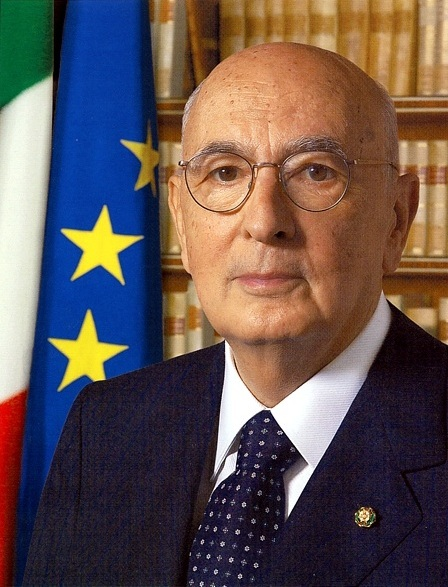
조르조 나폴리타노

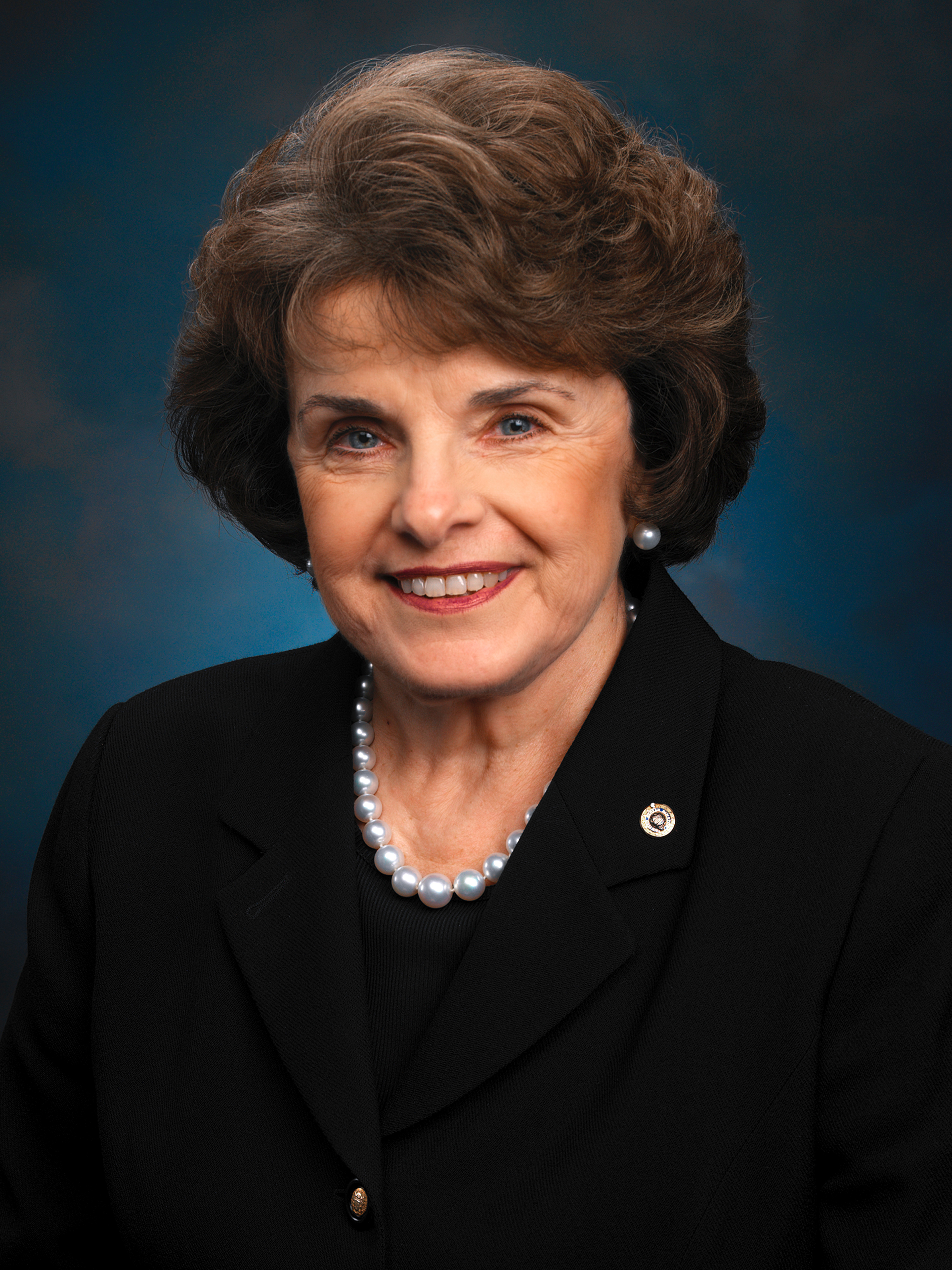
다이앤 파인스타인

- 9월 12일 - 대한민국의 가수 곽순옥
- 9월 13일
  - 몰도바의 제2대 대통령 미르체아 스네구르
  - 대한민국의 정치인 이상희
  - 대한민국의 기업인 이종환
  - 대한민국의 기초의원 최명관
- 9월 15일
  - 조선민주주의인민공화국의 정치인 김일철
  - 미국의 영화배우 빌리 밀러
  - 콜롬비아의 조각가 페르난도 보테로
- 9월 18일
  - 대한민국의 배우 노영국
  - 대한민국의 배우 변희봉
- 9월 19일
  - 대한민국의 정치인 서봉균
  - 이탈리아의 철학자 잔니 바티모
- 9월 20일
  - 네덜란드의 성소수자 미술가 어윈 올라프
  - 대한민국의 기초의원 장윤순
  - 대한민국의 야구선수 정현발
  - 동독의 창던지기선수 루트 푸흐스
- 9월 21일 - 미국의 체스선수 제러미 실먼
- 9월 22일
  - 이탈리아의 제11대 대통령 조르조 나폴리타노
  - 이탈리아의 축구인 조반니 로데티
- 9월 25일
  - 영국의 영화배우 데이비드 매컬럼
  - 이탈리아의 수학자 에우제니오 칼라비
- 9월 26일 - 미국의 야구선수 브룩스 로빈슨
- 9월 28일
  - 아일랜드의 영화배우 마이클 갬본
  - 인도의 생물학자 M. S. 스와미나탄
- 9월 29일
  - 대한민국의 정치인 박무성
  - 미국의 정치인 다이앤 파인스타인
- 9월 30일
  - 조선민주주의인민공화국의 외교관 김영일
  - 미국의 피아니스트 러셀 셔먼